# Albany (Indiana)
Pour les articles homonymes, voir Albany.
La ville d’Albany est située dans les comtés de Delaware et Randolph, dans l’État de l’Indiana, aux États-Unis. Sa population s’élevait à 2 165 habitants lors du recensement de 2010, estimée à 2 107 habitants en 2016.

## Démographie
| Groupe            | Albany | Indiana | États-Unis |
| ----------------- | ------ | ------- | ---------- |
| Blancs            | 97,2   | 84,3    | 72,4       |
| Métis             | 1,6    | 2,0     | 2,9        |
| Afro-Américains   | 0,6    | 9,1     | 12,6       |
| Autres            | 0,7    | 3,0     | 7,3        |
| Asiatiques        | 0,2    | 1,6     | 4,8        |
| Total             | 100    | 100     | 100        |
|                   |        |         |            |
| Latino-Américains | 1,1    | 6,0     | 16,7       |

Selon l'American Community Survey, pour la période 2011-2015, 99,14 % de la population âgée de plus de 5 ans déclare parler anglais à la maison, alors que 0,51 % déclare parler le français et 0,36 % l'espagnol.

## Source
- (en) Cet article est partiellement ou en totalité issu de l’article de Wikipédia en anglais intitulé « Albany, Indiana » (voir la liste des auteurs).

1. ↑  (en) « Albany, IN Population - Census 2010 and 2000 », sur censusviewer.com.
2. ↑  (en) « Population of Indiana - Census 2010 and 2000 », sur censusviewer.com.
3. ↑  (en) « Language spoken at home by ability to speak English for the population 5 years and over », sur factfinder.census.gov.